# Au Nok-hin
Au Nok-hin (區諾軒), né le 18 juin 1987, est un homme politique hongkongais pro-démocratie.

## Biographie
En 2014, Au Nok-hin participe aux manifestations de 2014 à Hong Kong. De 2016 à 2017, il est organisateur pour le Front civil des droits de l'homme.
Il est élu au Conseil législatif de Hong Kong en 2018.
Le 30 août 2019, il est arrêté à son domicile pour sa participation aux manifestations de 2019-2020 à Hong Kong, officiellement accusé d'agression sur policier du fait du volume excessif de son porte-voix. Il est de nouveau arrêté le 18 avril 2020, avec 15 autres figure du mouvement pro-démocratie de Hong Kong,. Il est arrêté une nouvelle fois le 6 janvier 2021 aux côtés de 55 autres personnalités du mouvement pour la démocratie.